# Sveti Jovan Kaneo
Sveti Jovan Kaneo (makedonski: Свети Јован Канео) je crkva kod ribarskog sela Kaneo u neposrednoj blizini grada Ohrida, na hridi iznad Ohridskog jezera u Sjevernoj Makedoniji.
Crkva je posvećena autoru Evanđelja po Ivanu – sv. Jovanu Teologu (sv. Ivanu Evanđelistu). Točan datum izgradnje crkve ostaje 
nepoznanica, ali dokumenti s pojedinostima o crkvenoj imovini upućuju na godinu prije 1447. Neki arheolozi vjeruju da je crkva izgrađena nešto prije uspona Osmanskog Carstva vrlo vjerojatno u 13. stoljeću.[nedostaje izvor] Radovi na restauraciji crkve 1963. – 1964. godine doveli su do otkrića freske u kupoli crkve.

## Povijest crkve
Crkva ima tlocrt pravilnog križa. Arhitekt crkve je nepoznat, ali se drži 
da je on bio pod utjecajem armenske crkvene arhitekture. Crkva je temeljno obnovljena u 14. stoljeću, nešto prije dolaska Turaka u Makedoniju. Za osmanskih vremena crkva je počela propadati, tako da je vjerojatno potpuno napuštena u razdoblju 17. st. – 19. st., zbog toga je propao najveći dio fresaka. Crkva je obnovljena u 19. st., tad su obnovljeni stropovi, dograđen je narteks i izgrađen zvonik. Ove prigradnje su porušene za temeljne restauracije objekta 1963. – 1964. godine.
Drveni ikonostas koji dijeli unutrašnjost crkve je iz 20. stoljeća.
Iz bizantskih vremena je freska Krista Pantokratora (vladara) naslikana u kupoli crkve. Većina ostalih fresaka u crkvi je iz 20. stoljeća iz vremena restauracije objekta. Od freski se ističe ona na kojima je lik sv. Klimenta Ohridskog (čiji se manastir, sv. Pantelejmon, nalazi u blizini crkve) u pratnji prvog Ohridskog episkopa sv. Erasma Lihnidskog (Ohridskog).

## Vanjske poveznice
- O crkvi sv.Jovan Kaneo na stranicama macedonia.com
- O crkvi sv.Jovan Kaneo na portalu Ohrid.org.mk  Arhivirana inačica izvorne stranice od 5. veljače 2012. (Wayback Machine)